# Comisión Nacional de Áreas Naturales Protegidas
La Comisión Nacional de Áreas Naturales Protegidas (CONANP) es un organismo público descentralizado de la Secretaría de Medio Ambiente y Recursos Naturales (SEMARNAT) de México. 
La CONANP tiene como objetivo conservar y administrar las áreas naturales protegidas (ANP) de México, con el fin de preservar la biodiversidad y los ecosistemas del país.

## Historia
La CONANP fue creada en 1992, con la finalidad de coordinar las acciones de conservación de las ANP en México. La creación de la CONANP se basó en la necesidad de contar con una institución que pudiera coordinar los esfuerzos de las diferentes dependencias y entidades gubernamentales, así como de los sectores social y privado.

## Atribuciones
La CONANP tiene las siguientes atribuciones:
1. Administrar y conservar las áreas naturales protegidas (ANP) del país.
2. Elaborar y ejecutar programas de manejo para garantizar la conservación y el uso sustentable de los recursos naturales en las ANP.
3. Fomentar la participación de la sociedad civil en la conservación y el manejo de las ANP.
4. Promover la investigación científica y el monitoreo de los ecosistemas en las ANP.
5. Desarrollar estrategias de educación ambiental y difusión para concientizar sobre la importancia de conservar las ANP.
6. Coordinar acciones con otras instituciones y organizaciones para fortalecer la conservación de las ANP.
7. Establecer medidas de protección y restauración de los ecosistemas en las ANP.
8. Regular y autorizar el acceso y uso de recursos naturales dentro de las ANP.
9. Realizar acciones de vigilancia y combate a actividades ilegales que afecten las ANP.
10. Promover la cooperación internacional en materia de conservación de la biodiversidad y las ANP.

Estas atribuciones tienen como objetivo principal garantizar la conservación y el uso sustentable de las áreas naturales protegidas en México.